# Togianinseln
Die Togianinseln sind eine Inselgruppe aus etwa 56 Inseln in dem tiefen Einschnitt des Golf von Tomini zwischen dem nördlichen und östlichen Festlandarm von Sulawesi, Indonesien. Sie bilden einen 120 km langen, stark fragmentierten Inselbogen. Auf den verschiedenen Inseln leben insgesamt etwa 40.000 Einwohner in 37 Dörfern. Die Hauptstadt ist Wakai, gelegen an der Nordostküste von Batudaka. Sie befindet sich nur 24 Seemeilen südlich des Äquators bei 00° 25' Süd, 121°52' Ost. Weitere größere Ansiedlungen sind Katupat, Malengeh und Dolong. Die Bevölkerung besteht aus verschiedenen ethnischen Gruppen, den Bobongko, Togiani, Suluan, Bajau und den Bajau-Sama-Seenomaden.

## Geographie

### Inseln
- Karte mit allen Koordinaten:
- OSM |
- WikiMap

Unvollständige Liste der Togianinseln, vorsortiert nach Landfläche:
| Inselname       | Aliasname         | Koordinaten           | Fläche (km²) | Einwohner (2010) | Anmerkung     |
| --------------- | ----------------- | --------------------- | ------------ | ---------------- | ------------- |
| Batudaka        |                   | 00° 30′ S, 121° 47′ O | 266,00       | 11260            |               |
| Togean          | Togian            | 00° 24′ S, 121° 57′ O | 237,00       | 10259            |               |
| Talatakoh       |                   | 00° 21′ S, 122° 06′ O | 98,41        | ...              |               |
| Waleabahi       |                   | 00° 17′ S, 122° 21′ O | 79,44        | ...              |               |
| Una Una         | Unauna            | 00° 10′ S, 121° 37′ O | 50,00        | 200              |               |
| Waleakodi       |                   | 00° 15′ S, 122° 12′ O | 41,97        | ...              |               |
| Poat            | Pulau Puah        | 00° 30′ S, 122° 34′ O | 23,70        | ...              |               |
| Malenge         |                   | 00° 16′ S, 122° 04′ O | 13,70        | ...              |               |
| Angkayo         | Pulau Langkara    | 00° 17′ S, 122° 01′ O | 4,40         | ...              |               |
| Kadidi          | Kadidiri          | 00° 21′ S, 121° 52′ O | 3,05         | ...              |               |
| Taoleh          |                   | 00° 16′ S, 122° 07′ O | 3,00         | ...              |               |
| Pogodongan      | Pulau Pohonndongo | 00° 24′ S, 121° 49′ O | 2,00         | ...              |               |
| Bukabuka        |                   | 00° 45′ S, 121° 46′ O | 1,70         | ...              |               |
| Bambu           |                   | 00° 31′ S, 121° 52′ O | 1,60         | ...              |               |
| Bungin          |                   | 00° 25′ S, 121° 48′ O | 1,03         | -                |               |
| Karang Lumpatan |                   | 00° 11′ S, 122° 11′ O | 0,80         | -                | Korallenatoll |
| Pangempa        | Pulau Pangempang  | 00° 19′ S, 121° 57′ O | 0,70         | ...              |               |
| Taupan          |                   | 00° 35′ S, 121° 38′ O | 0,70         | ...              |               |
| Pinomotan       |                   | 00° 25′ S, 121° 48′ O | 0,60         | -                |               |
| Milok           |                   | 00° 16′ S, 122° 09′ O | 0,54         | ...              |               |
| Buloko          |                   | 00° 18′ S, 122° 14′ O | 0,46         | -                |               |
| Bobatdaka       |                   | 00° 30′ S, 122° 39′ O | 0,36         | ...              |               |
| Talawanga       |                   | 00° 19′ S, 122° 02′ O | 0,34         | -                |               |
| Tongkabo        |                   | 00° 19′ S, 121° 59′ O | 0,27         | ...              |               |
| Makeat          |                   | 00° 17′ S, 122° 16′ O | 0,25         | -                |               |
| Babakun         |                   | 00° 24′ S, 121° 48′ O | 0,10         | -                |               |
| Siatu           |                   | 00° 29′ S, 121° 41′ O | 0,07         | ...              | Siatu-Inseln  |

## Wirtschaft
Die mit 90 Prozent Anteil größte Einkommensquelle sind Meeresfrüchte. Außerdem werden Reis und Kokosnusspalmen angebaut, ferner Muskat, Kakao und Gewürznelken. Etwas außerhalb gibt es in einigen geschützten Buchten größere Perlenzuchtfarmen.

### Verkehr
Wakai ist durch eine dreimal pro Woche bediente Fährverbindung mit Ampana im Süden und mit Gorontalo im Norden verbunden. Zusätzlich gibt es mehrmals pro Woche eine Fähre von Ampana, die auch zu den anderen großen Orten fährt. Der Verkehr zwischen den Inseln wird von lokalen Booten abgewickelt.

### Tourismus
Insbesondere die artenreiche Unterwasserwelt zieht Touristen auf die Togian-Inseln, die in den Korallenriffen schnorcheln oder tauchen. Im weitgehend unberührten Innern der meisten Inseln können Seeadler, Brahmanenmilane, Nashornvögel, Schwarze Kormorane und Papageien beobachtet werden. Außerdem gibt es die handballgroßen Kokosnusskrebse oder Palmendiebe und die Koboldmakiart Tarsius niemitzi. Auf mehreren Inseln, zum Beispiel auf Kadidi, gibt es kleine Urlaubsresorts, die oft mit einer Tauchbasis verbunden sind. Mit einer Ausnahme gehören sie zur unteren bis mittleren Kategorie. Da die Inseln aber nur aufwändig zu erreichen sind, hält sich die Zahl der Besucher in Grenzen.

#### Tauchgebiet
Das Tauchgebiet um die Togian-Inseln umfasst rund 30 verschiedene Tauchplätze. Die meisten bieten bei wenig Strömung und Wassertemperaturen von 27 bis 30 °C gute Sichtweiten (20–40 m). Als Besonderheit sind – neben über 1500 Fisch- und 4000 Weichtierarten – große, tausende Tiere umfassende Barrakuda-Schwärme zu sehen.
Auf vier der Inseln (Bomba, Kadidi, Katupat und Una Una) liegen Tauchbasen. Tagestouren aus Ampana oder Gorontalo zu den Inseln sind aufgrund der großen Entfernungen nicht möglich. Tauchkurse auf Deutsch werden auf Bomba angeboten (Bomba Divers).

## Umweltschutz
Die Togian-Inseln wurden im Oktober 2004 zum Nationalpark erklärt. Der Park umfasst alle Inseln der Togians und die Gewässer, in denen sie liegen. Gleichzeitig wurden die Inseln dem Distrikt Kabupaten Ampana unterstellt. Davor hatten die Cyanid- und Dynamit-Fischerei gebietsweise starke Schäden an den Korallen verursacht. Heute versucht man, diese so weit wie möglich zu beheben und die Riffe zu schützen.

## Geschichte

### Zweiter Weltkrieg

Exotische Medizin wie Stachelschweinborsten, Krokodilköpfe auf dem Wochenmarkt der Inselhauptstadt Wakai

Im Mai 1945 war es Ziel der gemeinsamen Streitkräfte von Australien und den USA durch eine Invasion, beginnend auf der Insel Tarakan vor der Nordostküste Borneos, die Kontrolle über wichtige Ölfelder zurückzugewinnen. Die Luftwaffe hatte seit Ende April die Aufgabe, japanische Start- und Landebahnen und Stützpunkte auf Borneo und Sulawesi zu zerstören.

„Freitag, früher Nachmittag, 3. Mai 1945. Bei einem ungewöhnlicherweise namenlosen B-24 Liberty-Bomber des 307. Bomberschwadrons der USA bricht anderthalb Stunden vor dem Angriffsziel über der Bone-Bucht (zwischen den beiden südlichen Festlandarmen Sulawesis) im ersten Motor rechts Feuer aus. Der Pilot Lt. Etheridge stellt die Treibstoffzufuhr ab, aber weder die automatische Löschanlage noch der Fahrtwind bringen die Situation unter Kontrolle. Für eine Rückkehr zur Basis mit nur drei Motoren bei heraufgesetzter Leistung fehlt nach eiligen Berechnungen der Treibstoff. Dichter Bewuchs, stark zerklüftetes Gelände und weitere Variablen lassen nur eine riskante Wasserung im Golf von Tomini bei den Togian-Inseln zu. Funker Lt. Chamberlain nimmt Kontakt mit der Bodenstation in Moratai auf und informiert über die bevorstehende Notlandung, während die Mannschaft dabei ist Bomben und sämtliche Munition samt zwei Bord-MGs, alle Fenster und Gegenstände über Bord zu werfen, die bei einem Aufprall Crewmitglieder gefährden könnten. Nur überlebensnotwendige Ausrüstung wird zurückgehalten. Auf der Nordseite der Togian-Inseln ist es heute zu rau, also wird auf der Südseite eine Landestelle ausgemacht und zweimal in 2000 Fuß Höhe überflogen. Alle Besatzungsmitglieder tragen Winterausrüstung, um die Wucht des Aufpralls etwas zu mildern und haben sich nach Notfallanweisung gegenseitig gesichert. Im späteren Protokoll wird u. a. detailliert aufgeführt: „Der Maschinist saß zwischen den Beinen des Bug- und des Heckschützen, Gesicht achtern.“ Bis fünf Fuß über Wasser beträgt die Geschwindigkeit 115 mph, dann wird die Motorenleistung verringert.“

Ein langer Alarmton warnt letztmals die Crew, dann setzt die Maschine mit 95 mph auf. Die Landung gelingt, das Flugzeug rauscht ungefähr 50 yards über die Wasseroberfläche, bevor es zum Stillstand kommt. In einer Minute haben sich alle außerhalb des Bombers in zwei Schlauchbooten in Sicherheit gebracht. Keiner ahnt, das der Bomber noch 1½ Stunden an der Oberfläche treiben wird. Es hat keine ernsthafte Verletzungen gegeben, von einigen Blessuren abgesehen. Nachdem die Verletzten versorgt sind, rettet man aus dem Wrack alle 6 Einmannrettungswesten, Dschungelkits, Blutplasma und Erste-Hilfe-Packungen. Schließlich heißt es noch im Report: „Alles Geheim- und kryptografische Material wurde zerstört und versank in einem beschwerten Beutel auf vermutlich 40 Fuß Tiefe.“ Noch vor dem Versinken wird die Mannschaft von einem großen wassernden Catalina-Rettungsflugzeug aufgenommen.
Die B-24 liegt heute unmarkiert einige Hundert Meter vor der Küste in 17 bis 24 m Tiefe flach auf dem Boden. Der Rumpf ist nordwestlich ausgerichtet, die ganze Maschine noch gut erhalten. Das Wrack ist ein beliebtes Ziel für Taucher.